# Liviu Bujor
Liviu Bujor (n. 15 septembrie 1954) a fost un deputat român în legislatura 1990-1992 și legislatura 1996-2000, ales în județul Neamț pe listele partidului PNL. Liviu Bujor este doctor în științe tehnice și absolvent al facultății de drept din Iași. 